# Strobelallee

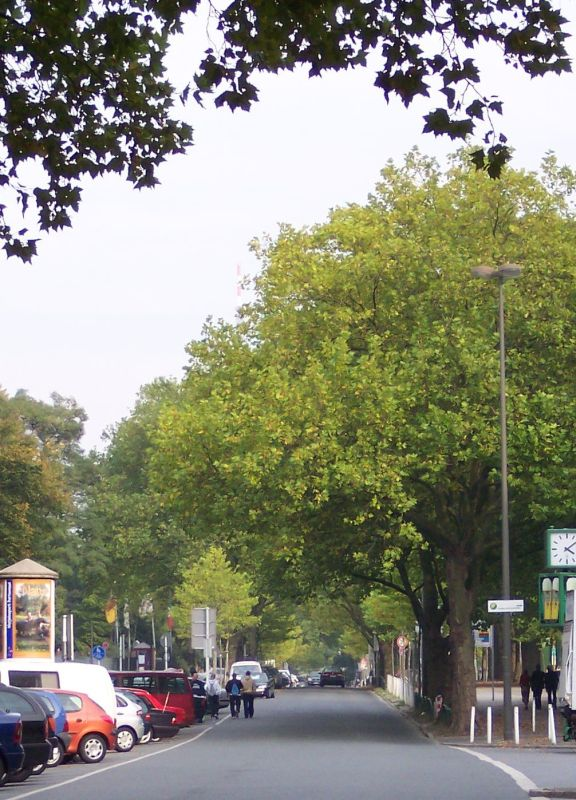
Die Strobelallee im Jahre 2005

Die Strobelallee ist eine Straße südlich des Stadtzentrums von Dortmund. Sie wurde nach dem Stadtbaurat Hans Strobel benannt, der den ehemaligen Volkspark in Dortmund baute.

## Entstehung
Nach den Plänen Strobels entstand in den 1920er Jahren unter dem Namen Volkspark neben der Westfalenhalle als große Veranstaltungshalle zur sportlichen Nutzung die Kampfbahn Rote Erde, das Freibad Volkspark sowie Übungs- und Tennisplätze. Die Anlage umfasste darüber hinaus die Rosenterrassen, die Volkswiesen, das Licht- und Luftbad, die Kleingartenanlage Ardeyblick und das Theodor-Fliedner-Altenheim.

## Heute
Auch wenn es dem heutigen Besucher so erscheint, als ob vom ursprünglichen Volkspark nicht mehr viel vorhanden sei, wird er bei genauer Betrachtung (und mit ein wenig Phantasie) feststellen, dass die Grundzüge der Strobelschen Anlage erkennbar sind. So ist die jetzige Westfalenhalle zwar ein Neubau von 1952, aber sie befindet sich exakt am Standort der ersten Westfalenhalle. Neben der Westfalenhalle 1 ergänzen heute acht weitere Hallen und das Parkhotel Westfalenhallen den Messe- und Veranstaltungskomplex an der Strobelallee.
Erhalten blieben unter anderem die Rosenterrassen, das Stadion Rote Erde, wo Borussia Dortmund seine frühen Triumphe feierte und das Freibad Volkspark. Neu hinzu kamen noch die Helmut-Körnig-Halle und das Eissportzentrum Westfalenhallen. Weite Teile des Volksparks mussten aber dem Neubau der Westfalenhallen 2 – 8 sowie dem zur Fußball-Weltmeisterschaft 1974 erbauten und mittlerweile mehrfach aus- und umgebauten Westfalenstadion weichen;
das Luft- und Lichtbad wurde, genauso wie Teile des Ardeyblicks, zu Parkplätzen für Borussia.
So wandelte sich der Volkspark an der Strobelallee im Laufe der Zeit und ist auch heute noch ein Anziehungspunkt für viele Bürger.

## Belege
1. ↑  Archivierte Kopie (Memento des Originals vom 18. März 2013 im Internet Archive)  Info: Der Archivlink wurde automatisch eingesetzt und noch nicht geprüft. Bitte prüfe Original- und Archivlink gemäß Anleitung und entferne dann diesen Hinweis.
2. ↑  Archivierte Kopie (Memento des Originals vom 23. Dezember 2015 im Internet Archive)  Info: Der Archivlink wurde automatisch eingesetzt und noch nicht geprüft. Bitte prüfe Original- und Archivlink gemäß Anleitung und entferne dann diesen Hinweis.
3. ↑  https://dosys01.digistadtdo.de/dosys/gremniedweb1.nsf/546ac4a11b468004c1256e1d0035a1eb/c1256a150047cd4741256a70003981b7?OpenDocument&Highlight=0,Luftbad
4. ↑  https://dosys01.digistadtdo.de/dosys/gremniedweb1.nsf/546ac4a11b468004c1256e1d0035a1eb/2366ba8035f3701dc1257077001cd2ed?OpenDocument&Highlight=0,Luftbad
5. ↑  https://dosys01.digistadtdo.de/dosys/gremniedweb1.nsf/546ac4a11b468004c1256e1d0035a1eb/302fd844af262f4ec1256a150038de23?OpenDocument&Highlight=0,Luftbad
6. ↑  https://dosys01.digistadtdo.de/dosys/gremniedweb1.nsf/546ac4a11b468004c1256e1d0035a1eb/51bc7d24b61fcae4c1256a150038de18?OpenDocument&Highlight=0,Luftbad
7. ↑  https://dosys01.digistadtdo.de/dosys/gremniedweb1.nsf/546ac4a11b468004c1256e1d0035a1eb/c1256a150047cd47c1256b9c0046e484?OpenDocument&Highlight=0,Luftbad

Koordinaten: 51° 29′ 39″ N, 7° 27′ 9,3″ O